# Pohang
Pohang (hangul 포항시, hanja 浦項市) är en stad i den sydkoreanska provinsen Norra Gyeongsang. Folkmängden var 515 945 invånare i slutet av 2018. Stadens yta uppgår till 1 130 kvadratkilometer.
Stadens största industri är ett stålverk som tillhör POSCO, en av världens största producenter av stål.
Pohang är slutstation för en linje från Seoul på höghastighetsjärnvägen Korea Train Express (KTX). Staden har även en flygplats, Pohang Airport.

## Administrativ indelning
Kommunen är indelad i två stadsdistrikt (gu), Buk-gu ("Norra distriktet") och Nam-gu ("Södra distriktet"). Buk-gu är indelat i åtta stadsdelar (dong), en köping (eup) och sex socknar (myeon) och Nam-gu är indelat i sju stadsdelar, tre köpingar och fyra socknar. 
|                               | Yta (km²) | Yta (km²) | Yta (km²) | Invånare 31 dec 2018 | Invånare 31 dec 2018 | Invånare 31 dec 2018 |
| ----------------------------- | --------- | --------- | --------- | -------------------- | -------------------- | -------------------- |
|                               | Buk-gu    | Nam-gu    | Total     | Buk-gu               | Nam-gu               | Total                |
| Centrala Pohang (dong)        | 31,39     | 45,06     | 76,45     | 217 723              | 123 512              | 341 235              |
| Ytterområdena (eup och myeon) | 704,66    | 348,93    | 1 053,59  | 55 578               | 119 132              | 174 710              |
| Total                         | 736,05    | 393,99    | 1 130,04  | 273 301              | 242 644              | 515 945              |

## Sport
I staden spelar fotbollslaget Pohang Steelers som vid fem tillfällen (2021) vunnit den sydkoreanska ligan K League 1.